# Turco (Oruro)
Turco ist eine Ortschaft im Departamento Oruro im Hochland des südamerikanischen Anden-Staates Bolivien.

## Lage im Nahraum
Turco ist der zentrale Ort des Kanton Turco, einem von drei Kantonen des Municipios Turco in der Provinz Sajama. Turco liegt am Westrand des Departamentos Oruro auf einer Höhe von 3856 m knapp einhundert Kilometer von der chilenischen Grenze entfernt, am rechten westlichen Ufer des Río Turco, der über den Río Lauca zum Salzsee Salar de Coipasa hin fließt. Südwestlich von Turco erstreckt sich eine breite Schwemmlandebene, die in den letzten Jahrmillionen vom Río Sajama, dem Río Cosapa und dem Río Turco aufgeschüttet worden ist.

## Geographie
Turco liegt auf dem bolivianischen Altiplano zwischen der Anden-Gebirgskette der Cordillera Occidental im Westen und dem Höhenzug der Serranía de Huayllamarca im Osten. Die Region weist ein typisches Tageszeitenklima auf, bei dem die mittlere Schwankung der Tagestemperaturen stärker ausfällt als die mittleren jahreszeitlichen Schwankungen.
Die mittlere Durchschnittstemperatur der Region liegt bei etwa 6 °C, der Jahresniederschlag beträgt weniger als 300 mm (siehe Klimadiagramm). Die Monatsdurchschnittstemperaturen schwanken nur unwesentlich zwischen knapp 3 °C im Juni/Juli und knapp 9 °C von Dezember bis Februar. Die Monatsniederschläge liegen unter 10 mm von April bis Oktober und erreichen ihr Maximum mit 80 mm im Januar.

## Verkehrsnetz
Turco liegt in einer Entfernung von 147 Straßenkilometern westlich von Oruro, der Hauptstadt des gleichnamigen Departamentos.
Von Oruro aus führt die Nationalstraße Ruta 12 in südwestlicher Richtung über 90 Kilometer nach Ancaravi und weiter bis zur chilenischen Grenze. Von Ancaravi aus führt die Ruta 27 nach Nordwesten in das 57 Kilometer entfernte Turco.

## Bevölkerung
Die Einwohnerzahl der Ortschaft ist in den vergangenen beiden Jahrzehnten um etwa ein Drittel zurückgegangen:
| Jahr | Einwohner | Quelle       |
| ---- | --------- | ------------ |
| 1992 | 846       | Volkszählung |
| 2001 | 1022      | Volkszählung |
| 2012 | 574       | Volkszählung |
| 2024 |           | Volkszählung |

Die Region weist einen hohen Anteil an Aymara-Bevölkerung auf, in der Provinz Sajama sprechen 90,4 Prozent der Bevölkerung Aymara.